# Лондон, который меня убивает
«Лондон, который меня убивает» (англ. London Kills Me) — британский кинофильм 1991 года. Социальная драма с элементами комедии.

## Сюжет
Мужчина лет двадцати отчаянно хочет вырваться из мира лондонских наркоманов, устроившись официантом в нормальный ресторан. Но для этого он должен прийти в приличных туфлях, которыми за время своих бездомных скитаний так и не обзавёлся. Так пара обуви превращается в символ его стремления порвать с теми, кто, подобно ему, попал в трагическую зависимость от наркотиков и разврата.

## В ролях
- Джастин Чадвик — Клинт Иствуд
- Стивен Маккинтош — дайвер
- Эмер Маккурт — Сильви
- Рошан Сет — доктор Бубба
- Фиона Шоу — Хидли
- Брэд Дуриф — менеджер ресторана
- Алан Армстронг — Джон Стоун
- Нэвин Эндрюс — Байк